# Теркель і халепа
«Те́ркель і хале́па» (дан. Terkel i knibe) — анімаційна комедія 2004 року, з елементами трилеру. Стрічка є кіно-адаптацією однойменної радіо-вистави данського коміка Андерса Маттесена (радіо-вистава вийшла у вигляді CD-альбому у 2001 році). Після виходу фільму у 2004 році було випущено ре-реліз цього альбому у вигляді саундтреку до фільму з бонусним треком «Paranoia». Сценарій до стрічки написав Метте Геено, який створив кіноадаптацію оригінальної радіо-вистави Маттесена.
Сюжет стрічки відбувається в звичайній данській школі, де на школярів полює маніяк-вчитель. У фільмі також звучать різноманітні музичні кліпи різного стилю і жанрів — від хіп-хопу та реґі до альтернативного року. Стрічка вийшла в українському прокаті 9 листопада 2006 року.

## Сюжет
Головний герой мультфільму — звичайний підліток Теркель; із брекетами на зубах і своїми «мухами» в голові, він росте в дуже дивній родині — його мама не виймає цигарку з рота, тато увесь час читає газету і вимовляє тільки слово «Ні!», а молодша сестричка Фіона — дуже нервова і схильна до травматизму дівчинка.
Одного разу дядько Стюарт жорстоко побив однокласників Теркеля — хуліганів Ніґеля і Сакі. Відтоді життя Теркеля перетворюється на кошмар — скрізь з'являються погрозливі написи, пізно ввечері його переслідує якийсь невідомий, знущання Ніґеля і Сакі стають нестерпними. Товстуха Доріс, Теркелева однокласниця, покінчила життя самогубством, вистрибнувши з вікна, і Теркель мучиться почуттям провини — адже це він прилюдно образив її. А ще виявляється, що Доріс була рідною сестрою його найкращого друга, Джейсона.
Тим часом життя навколо вирує. Джейсон закохується, у їхньому класі новий учитель, а наступної середи усі мають їхати на екскурсію до лісу. Того ранку нова погроза таємничим чином з'являється просто у щоденнику Теркеля, і хлопець переконаний, що у лісі розправи йому не уникнути.

## Український дубляж

### Історія створення
У 2006 мультфільм було дубльовано українською мовою на студії Tretyakoff production. Режисером української версії мультфільму став Любомир Кобильчук-Левицький — кліпмейкер і режисер першого україномовного трилера «Штольня». Перекладом і адаптацією сценарію займався відомий український поет та сценарист Микола Бровченко. Окрім цього, він написав тексти до пісень з мультфільму, які виконують українські музиканти.
Над українським дублюванням та записом пісень працювали такі відомі музиканти як Олег Скрипка (ВВ), Фоззі та Фагот (ТНМК), Фома («Мандри»), Вадим Красноокий («Mad Heads»), Катя Chilly, Потап (ВуЗВ), Віталій Козловський, Lilu, Вася Гонтарський («Вася Club»), DJ Romeo та Степан з команди «95-й квартал».
Дуже незвичним був пошук голосу для мами Теркеля — Шейли. Її озвучила переможниця кастинг-конкурсу, що пройшов на каналі М1 — Світлана Капустіна. Світлана — звичайна жінка з Ялти. Вона не професійна акторка — в минулому вона працювала вчителькою а на час запису українського дубляжу займалася виховуванням свого онука. За чудовим збігом обставин, вона кілька днів гостювала в Києві як раз тоді коли команда естонського продюсера Алекса Ковскі, який і організував український дубляж мультика, шукала акторів дубляжу для кількох героїв стрічки. «Голос Шейли» не могли знайти дуже довго: спочатку придивлялися до українських зірок, потім оголосили кастинг-конкурс на каналі М1. Умови були прості — зателефонувати на автовідповідач і прочитати два чи три тексти, викладені на сайті. Зрештою команда Ковські знайшла жінку, яка не лише мала потрібний тембр, а й могла щебетати по-українськи безупинно. Власне, останній запис «мами Теркеля» із Світланою робили за кілька годин до відправлення її потягу на Крим.

### Технічні дані
- Студія дублювання: Tretyakoff production
- Студія звукозапису: Так Треба Продакшн
- Студія зведення та Dolby перезапису: Невафільм Україна
- Автори тексту: Микола Бровченко і Олександра Бровченко
- Режисер дубляжу: Любомир Кобильчук-Левицький
- Звукоінженер: Михайло Угрин
- Адміністративна група: Ательє Промоцій
- Керівник проекту: Таня Чепурна
- Піар-менеджер: Ірина Бутузова
- Пісні співали: Олег Скрипка (ВВ), Фоззі та Фагот (ТНМК), Василь Гонтарський (Вася Club), Фома (Мандри), Вадим Красноокий (Mad Heads XL)

| Персонаж (українською)    | Персонаж (данською)                    | Опис персонажа | Оригінальне озвучення данською | Український дубляж  |
| ------------------------- | -------------------------------------- | --- | ------------------------------ | ------------------- |
| Теркель Моґенсен          | Terkel Mogensen                        | Головний герой стрічки та кращий друг Джейсона, який недолюблює шкільних шибайголов Ніґеля та Сакі. Такий собі нормальний 13 річний хлопак з брекетами на зубах, але трохи схожий на донощика та боягуза. У своїх батьків він не знаходить ніякої підтримки. Має молодшу сестрицю Фіону. Неспокій у школі та сильні загрози смерті стають причиною шалених пригод Теркеля.                | Андерс Маттесен                | «Фоззі»             |
| Джейсон                   | Jason                                  | Найкращий друг Теркеля. Завжди хвацько носить з собою залізного дрючка і трохи дивно розмовляє, бо живе на краю міста. Є об'єктом закоханості Джоани. Брат Доріс, але приховує це від всіх. | Андерс Маттесен                | «Потап»             |
| Фіона Моґенсен            | Rita Mogensen                          | Сестра Теркеля та доця Леона та Шейли. Фіона нервує і дуже схильна до травматизму, поціливши собі у око аж двома виделками. | Андерс Маттесен                | «Катя Chilly»       |
| Ніґель                    | Steeen                                 | Однокласник Теркеля, кращий друзяка Сакі; навіть у дитсадок Ніґель ходив разом з Сакі. Має шалену пристрасть до зброї, алкоголю та сигарет. До того ще й здорову частину садизму та дуже любить мучити своїх однокласників, особливо Доріс. Після смерті Доріс стає другом Теркеля, що не подобається Джейсону.                                                                           | Андерс Маттесен                | «Степан»            |
| Сакі                      | Saki                                   | Кращий друзяка Ніґеля, який охоче повторює все, що той каже. Любить мучити своїх однокласників, особливо Доріс. Після смерті Доріс стає другом Теркеля, що не подобається Джейсону. | Андерс Маттесен                | «Фома»              |
| Доріс (Товстуха Доріс)    | Dorit (Fede Dorit)                     | Товстюча дівка. По вуха закохана у Теркеля, який є коханням всього її життя. Сестра Джейсона, який це приховує від решти класу. З неї постійно снущаються Ніґель та Сакі. Вистрибує з вікна третього поверху після того як Теркель назвав її товстою коровою. Має хом'ячка, названого на честь Теркеля, та власний вебсайт.                                                               | Андерс Маттесен                | «Lilu»              |
| Дядько Стюарт             | Stewart Felfoss Stenstrøm Stardust Jr. | Пра-дядько Теркеля та дядько мамці Теркеля Шейли. Хронічний алкоголік. Займається швидкою допомогою дітям по телефону, але це в нього виходить дуже кепсько. Має схильність до насильницьких дій і часто критикує Леона. | Андерс Маттесен                | Василь Гонтарський  |
| Шейла                     | Beate Habakuk Stenstrøm                | Небога дядька Стюарта та мати Теркеля. Палить цигарки одну за одною. Не надто переймається долею сина в школі та ніколи не може дійти згоди з батьком Теркеля. Збирається вдруге вийти заміж в суботу. Має — як помітив дядько Стюарт — респектабельні сідниці, на які в особливі моменти може натягти щось шкіряне.                                                                      | Кім Маттесен                   | Світлана Капустіна  |
| Ґуннар Б'єрре (вчитель)   | Gunnar Bjerre                          | Вчитель. Тримає у себе опосумшу «Памеллу» як домашню тваринку. Вбиває класну керівничку теркелевого класу, Ілейну, та стає новим викладачем в школі, де вчиться Теркель. Дуже бойченько підтримує усілякі заходи по захисту навколишнього середовища, тварин та комах. На початку фільму можна прочитати у газеті батька Теркеля, Леона, що Ґуннар втік із в'язниці прикинувшись песиком. | Андерс Маттесен                | Вадим Красноокий    |
| Оспрі                     | Silas                                  | Старанний і лестивий учень з класу Теркеля. | Андерс Маттесен                | Віталій Козловський |
| Баррі Крембоун (оповідач) | Arne Nougatgren                        | Оповідач у фільмі, а також реппер, вчитель музики, ремісник, школяр-дівчинка у школі тощо тощо. Сам себе оголосив найулюбленішим вчителем 7А класу у школі Теркеля. У нього стрижка «під рамочку», нікелеві окуляри, напів комбінезон та волосся на підборідді. Боїться лише того, що він занадто крутий.                                                                                 | Андерс Маттесен                | «DJ Romeo»          |
| Джоана                    | Johanne                                | Першокласна дівчина. Всі це знають — окрім Джейсона. | Кім Маттесен                   | невідомо            |
| Леон Ґундаґін Моґенсен    | Leon Gungadin Mogensen                 | Батько Теркеля і дуже красномовний тип. Увесь час сперечається з мамою Теркеля і ніколи не може дійти з нею згоди. Його словниковий запас обмежується словом «Ні», що створює йому проблеми у вихованні власних дітей (і текст до фільму йому було вивчити дуже важко). Увесь час читає газету і йому байдуже що відбувається з навколишнім світом.                                       | Андерс Маттесен                | невідомо            |
| Ілейн                     | Yvonne                                 | Класний керівник Теркеля. Вона стала жертвою серйозної аварії, а саме: спочатку вона спіткнулася об ногу Ґуннара, потім скотилася зі сходів і через перехід докотилася аж до проїжджої частини дороги, а там машини що мчалися на шаленій швидкості не змогли своєчасно загальмувати й переїхали Ілейн. Про справжню причину потрапляння Ілейн в аварію знає Ґуннар.                      | Андерс Маттесен                | невідомо            |
| Памелла                   | Lise Lotte                             | Опосумша, домашня тваринка Ґуннара, любить сидіти у нього на плечах. | -                              | -                   |

Деякі епізоди також озвучили українською Сергій Озіряний та Анна Бровченко. Імена деяких героїв стрічки в українському дубляжі відрізняються від оригінальних імен у данській версії: деякі було повністю змінено, деякі — позичено з англійського дубляжу (версія Великої Британії).

### Інше
Окрім офіційного українського дубляжу, команда Ковскі також створила російську версію дубляжу яку українські журналісти охрестили «українська версія на київському діалекті росіянина» і яку озвучили ті ж самі актори що й українську версію." В російській версії дубляжу пісні звучать українською.

## Пісні у фільмі

### Пісні у фільмі (українська версія)
Пісні в українській версії стрічки виконували: Олег Скрипка (ВВ), Фоззі та Фагот (ТНМК), Василь Гонтарський (Вася Club), Фома (Мандри), Вадим Красноокий (Mad Heads XL).
- «Баррі він супер кул» також згадується як «Джем» (Arne han er for Cool!) — Олег Скрипка (ВВ) (2:06)
- «Хто ти такий? (Hvad med dig selv) + Я лихо (Paranoia)» — Фоззі, Фагот (ТНМК) (2:48)
- «Телефон Довіри Дядька Стюарта» також згадується як «Поради Дядька Стюарта» (Spørg om hjælp) — Василь Гонтарський (Вася Club) (1:09)
- «Пісенька про малюка Квана» також згадується як «Про маля що зветься Кван» (Quangs Sang) — Фома (Мандри) (2:25)
- «Я піду на…» (Tag og fuck af) — Вадим Красноокий (Mad Heads XL) (2:17)

### Пісні у фільмі (данська версія)
- «Arne han er for cool!» — Anders Matthesen (2:09)
- «Hvad med dig selv» — Anders Matthesen (2:06)
- «Paranoia» — Anders Matthesen (0:57)
- «Spørg om hjælp» — Anders Matthesen (1:11)
- «Quangs Sang» — Anders Matthesen (2:23)
- «Tag og fuck af» — Anders Matthesen (2:11)

## Кінопрокат

### Прокат в Україні у 2006
Стрічка вийшла в український прокат 9 листопада 2006 року, через два роки після її виходу в данський прокат. Всього у перші вихідні стрічка вийшла на 38 фільмокопіях. Згодом, телепрем'єра української версії мультфільму відбулася на телеканалі Інтер 14 лютого 2008 року.

### Повторний прокат в США у 2017
Стрічка вийшла в повторний обмежений прокат в США 3 лютого 2017 року під назвою The Trouble with Terkel від дистриб'ютора Indican Pictures. Особливість цього релізу — наявність нового англійського дубляжу, відмінного від зробленого у Великій Британії у 2006 році (у новому дубляжі озвучено все, крім пісень) та довший хронометраж від кінотеатрального та DVD релізу в Данії (2004 рік) та Україні (2006 рік): 87 хв проти 77 хв.
Згодом, 14 березня 2017 року, також з'явився реліз The Trouble with Terkel на домашньому відео в США від цього ж дистриб'ютора Indican Pictures. Хронометраж цієї версії був також 87 хвилин.

## Відгуки кінокритиків
Українська кінокритика схвально відгукнулася про стрічку. Зокрема, кінокритик газети «День» Дмитро Десятерик схвально відгукнувся про стрічку, похваливши незвичність мультфільму та зазначивши що він відрізняється від абсолютної більшості типової прокатної анімації. Десятерик похвалив незвичний чорний гумор стрічки та якісно зроблений український дубляж з купою жаргонізмів та солоних слівець, до якого приклали руку ціла плеяда відомих українських зірок шоу-бізнесу. Порівнюючи «Теркеля і халепу» з відомими американськими мультсеріалами «Південний парк (ПП)» та «Бівіс і Баттхед (БіБ)», Десятерик зазначив що певні епізоди «Теркеля і халепи» намальовані навіть винахідливіше і цікавіше за їхніх американських побратимів; а от щодо самого гумору то Десятерик вважає що БіБ/ПП є відчутно дотепнішими.

## Нагороди і номінації
«Теркель і халепа» було номіновано на цілу плеяду кіно-нагород. У 2005 фільм отримав «Роберта» — кіно-нагорода Данської кіноакадемії — у номінаціях «приз глядацьких симпатій», «найкращий дитячий/сімейний фільм», «найкраща оригінальна музика з кінофільма», найкраща пісня", «найкращий звук»; фільм також був представлений у номінації «найкращий кіносценарій», але цю номінацію стрічка не виграла. У Данії стрічку також було номіновано у 2005 році як «найкращий данський фільм» кінопремії Боділ-2005.
У Франції у 2005 році стрічку було номіновано як «найкращий повнометражний фільм» на Міжнародному фестивалі анімаційних фільмів в Аннесі. У Хорватії у 2005 році стрічка виграла головний приз на «Анімафест у Заґребі-2005».